# Nigar Johar
Nigar Johar Khan née le 30 septembre 1965 est une générale trois étoiles (en) à la retraite de l'armée pakistanaise. Nigar est la première et la seule femme dans l'histoire de l'armée pakistanaise à atteindre le grade de lieutenant-général, et la troisième à atteindre le grade de major-général. Elle appartient au Corps médical de l'armée pakistanaise (en) et a servi comme chirurgienne générale (en) de l'armée pakistanaise et colonelle commandante (en) du Corps médical de l'armée. Les cinq autres femmes major-généraux Shahida Badsha (en), Shahida Malik, Shehla Baqai, Abeera Chaudhry et Shazia Nisar appartiennent également au corps médical de l'armée (en).
En 2015, elle apparait dans une vidéo d' Inter-Services Public Relations (en)(ISPR) rendant hommage à la place des femmes dans l'armée pakistanaise. À l'époque, elle est commandante adjointe de l'hôpital militaire combiné (en)(CMH) de Rawalpindi.

## Biographie
Nigar Johar Khan nait le 30 septembre 1965 à Panjpeer, un village du District de Swabi de la province de Khyber Pakhtunkhwa.

## Formation et expérience
Nigar Qadir (nommée Johar après son mariage) est née dans le village de Panjpir (en) dans le district de Swabi de la province de Khyber Pakhtunkhwa dans une famille pachtoune,. Son père, Abdul Qadir, était un colonel de l'armée qui a servi dans l'ISI. Elle a elle même toujours désirée servir dans le corps médical de l'armée. Ses deux parents ainsi que ses deux jeunes sœurs sont mortes dans un accident de voiture en 1989. Seul son frère a survécu. Son mari, Johar, ingénieur militaire, est mort en 2019 d’un cancer.
Nigar Johar complète sa scolarité au Presentation Convent Girls High School (en) Rawalpindi en 1978. Elle rejoint l'Army Medical College (en) (AMC) en 1981 et obtient son diplôme en 1985. Elle est issue de la 5e classe MBBS du Collège de médecine de l'armée et sert en tant que commandante de la compagnie féminine Ayesha au même collège. En 2010, elle réussit l’examen d'admission au Collège des médecins et chirurgiens du Pakistan (en) . En 2012, elle obtient son diplôme en administration médicale avancée à l'Armed Forces Post Graduate Medical Institute (en) et en 2015, elle obtient une maîtrise en santé publique du même institut,.

## Carrière militaire
Le 30 juin 2020, elle est promue au grade de lieutenant général et nommée chirurgienne générale de l'armée pakistanaise. En 2015, elle est commandante adjointe de l'hôpital militaire combiné de Rawalpindi (en). Le 9 février 2017, Nigar Johar fait partie des 37 brigadiers qui sont promus au grade de général de division. L'approbation de sa promotion a été donnée lors d'une réunion du comité de sélection de l'armée présidée par le chef d'état-major de l'armée de l'époque, le général Qamar Javed Bajwa. Elle est vice-directrice du Collège de médecine de l’armée. Elle est également commandante de l'hôpital militaire Pak-Emirates, à Rawalpindi.
En sus d'être un modèle pour les femmes pakistanaises, elle s'engage pour que les femmes prennent leur place dans les rôles décionnels et politiques en ce qui concerne la santé publique.

## Dans la culture populaire
Mahira Khan a interprété Nigar dans Aik Hai Nigaar (en), un téléfilm biographique en ourdou de 2021 sur sa vie. Le téléfilm a été réalisé par Adnan Sarwar et a été diffusé pour la première fois le 23 octobre 2021 sur ARY Digital,.

## Prix et décorations
|  |  |  |  |
|  |  |  |  |
|  |  |  |  |
|  |  |  |  |

| Hilal-e-Imtiaz (Militaire) ( Croissant d'Excellence ) (2020) | Hilal-e-Imtiaz (Militaire) ( Croissant d'Excellence ) (2020)         | Tamgha-e-Imtiaz (Militaire) (Médaille d'Excellence)                          | Tamgha-e-Imtiaz (Militaire) (Médaille d'Excellence)                              |
| Tamgha-e-Baqa (Médaille de l'essai nucléaire) 1999           | Tamgha-e-Istaqlal Pakistan (Médaille de l'Escalade avec l'Inde) 2002 | Tamgha-e-Azm (Médaille de la Conviction) (2018)                              | Médaille de 10 ans de service                                                    |
| Médaille de 20 ans de service                                | Médaille de 30 ans de service                                        | Médaille de 35 ans de service                                                | Médaille de 40 ans de service                                                    |
| Hijri Tamgha (Médaille Hijri) 1979                           | Jamhuriat Tamgha (Médaille de la Démocratie) 1988                    | Qarardad-e-Pakistan Tamgha (Jour de résolution Médaille du Jubilé d'Or) 1990 | Tamgha-e-Salgirah Pakistan (Jour de l'indépendance Médaille du Jubilé d'Or) 1997 |